# Юдин, Валерий
Валерий Юдин 25.01.1946 г.р. (род. 1946) — советский легкоатлет, специалист по бегу на короткие дистанции400м. Выступал за сборную СССР по лёгкой атлетике в 1970-х годах, чемпион СССР, призёр Кубка Европы, двукратный серебряный призёр Спартакиады народов СССР, победитель первенств всесоюзного значения, участник Всемирной Универсиады в Москве. Представлял Москву и Вооружённые силы.

## Биография
Валерий Юдин родился в 1946 году. Занимался лёгкой атлетикой в Москве, выступал за Советскую Армию.
Первого серьёзного успеха на всесоюзном уровне добился в сезоне 1969 года, когда на чемпионате СССР по эстафетному бегу в Ужгороде с московской командой одержал победу в зачёте эстафеты 4 × 400 метров.
В 1971 году на чемпионате страны в рамках V летней Спартакиады народов СССР в Москве выиграл серебряную медаль в эстафете 4 × 400 метров.
На чемпионате СССР 1972 года в Москве стал серебряным призёром в индивидуальном беге на 400 метров и в эстафете 4 × 400 метров.
В 1973 году в дисциплине 400 метров выиграл серебряную медаль на чемпионате СССР в помещении в Москве. На летнем чемпионате СССР в Москве взял бронзу на дистанции 400 метров и получил серебро в эстафете 4 × 400 метров. Будучи студентом, представлял Советский Союз на Всемирной Универсиаде в Москве — вместе с соотечественниками одержал победу в финале эстафеты 4 × 400 метров, однако в итоге их команду дисквалифицировали. Также в этом сезоне принимал участие в Кубке Европы в Эдинбурге, где в эстафетной гонке занял второе место, став победителем мужского командного зачёта.
На чемпионате СССР 1974 года в Москве в эстафете 4 × 400 метров был вторым.
В 1975 году на чемпионате страны в рамках VI летней Спартакиады народов СССР в Москве вновь стал серебряным призёром в эстафете 4 × 400 метров.